# Ліндсі Берг
Лі́ндсі Берг (англ. Lindsey Berg, 16 липня 1980) — американська волейболістка, олімпійська медалістка.

## Виступи на Олімпіадах
| Олімпіада   | Дисципліна | Місце |
| ----------- | ---------- | ----- |
| Афіни 2004  | волейбол   | =5    |
| Пекін 2008  | волейбол   | 2     |
| Лондон 2012 | волейбол   | 2     |